# Hill Croome
Hill Croome – wieś i civil parish w Anglii, w hrabstwie Worcestershire, w dystrykcie Malvern Hills. Leży 15 km na południe od miasta Worcester i 154 km na północny zachód od Londynu. W 2011 roku civil parish liczyła 150 mieszkańców. Hill Croome jest wspomniana w Domesday Book (1086) jako Hilcrumbe.